# Estación de Root D4
La estación de Root D4 es una estación ferroviaria de la comunas suiza de  Root, en el Cantón de Lucerna.

## Historia y situación
La estación de Root D4 fue inaugurada en el año 2002 para prestar un mejor servicio ferroviario a la zona sur de la comuna de Root. Inicialmente se puso en servicio con el nombre de Längenbold, pero más tarde se cambiaría por el actual.
Se encuentra ubicada en el sur de la comuna de Root, en el barrio conocido como Längenbold. Cuenta con dos andenes laterales a los que acceden dos vías pasantes. Además, hay que añadir la existencia de una tercera vía pasante que llega hasta Ebikon de la que salen varias derivaciones a industrias.
En términos ferroviarios, la estación se sitúa en la línea (Zúrich -) Zug - Lucerna. Sus dependencias ferroviarias colaterales son la estación de Gisikon-Root hacia Zug y la estación de Buchrain en dirección Lucerna.

## Servicios ferroviarios
Los servicios ferroviarios de esta estación están prestados por SBB-CFF-FFS.

### S-Bahn Lucerna/Stadtbahn Zug
Por la estación pasa una línea de las redes de trenes de cercanías S-Bahn Lucerna y Stadtbahn Zug que conforman una gran red de trenes de cercanías en el centro de Suiza.
- S 1 Baar - Zug - Cham - Rotkreuz - Lucerna.

1. En días laborables frecuencias de 30 minutos entre Baar y Lucerna. En festivos trenes cada 60 minutos entre Baar y Lucerna.